# Sigmatomera angustirostris
Sigmatomera angustirostris là một loài ruồi trong họ Limoniidae. Chúng phân bố ở vùng Tân nhiệt đới.